# الصراع في دلتا النيجر

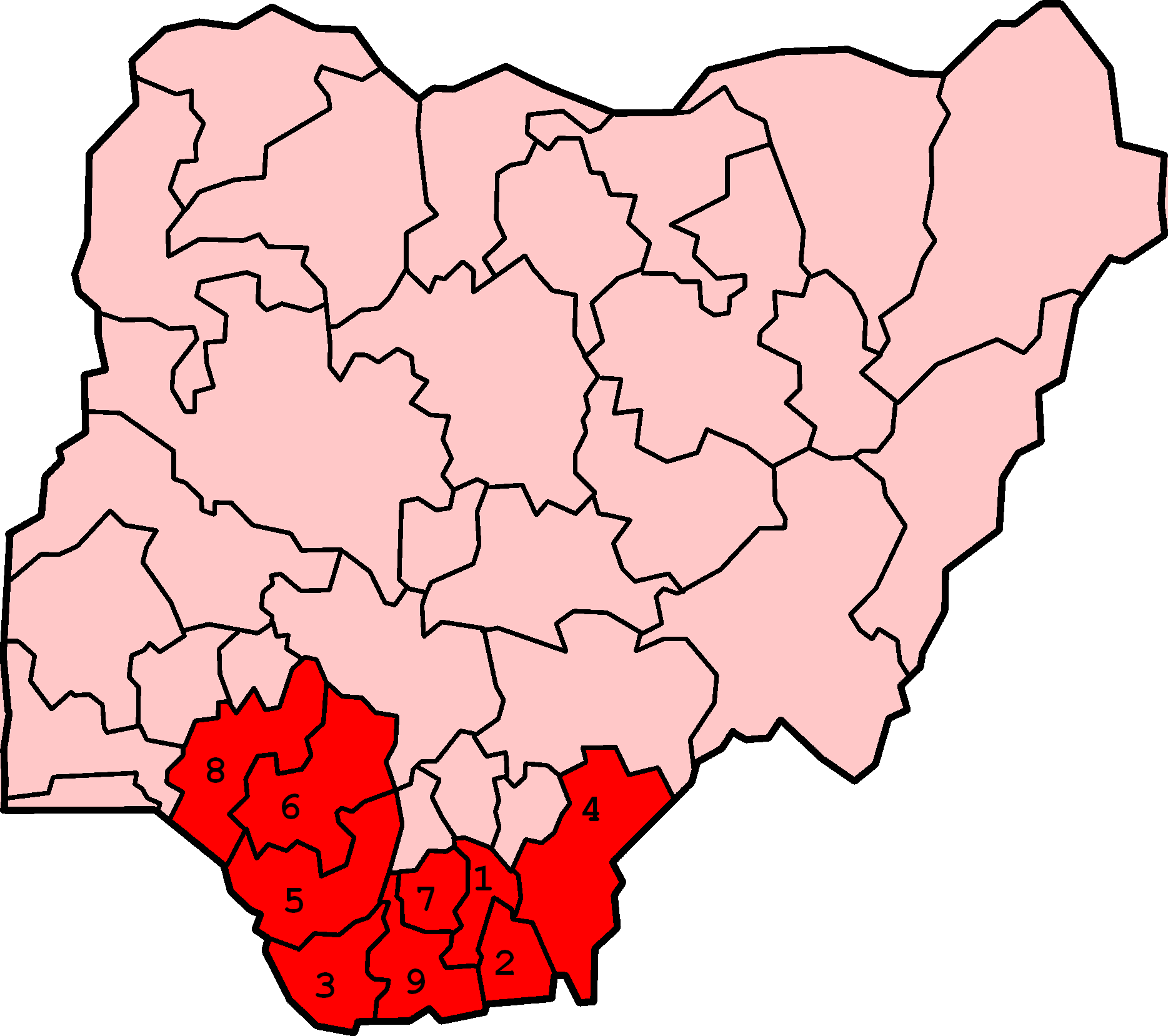
ولايات دلتا النيجر في خريطة نيجيريا

بدأ الصراع الدائر حاليًا في دلتا النيجر في أوائل تسعينيات القرن العشرين نتيجة للتوترات بين شركات النفط الأجنبية وبعض الأقليات الإثنية المستقرة في دلتا النيجر والتي تشعر بتعرضها للاستغلال، وخصوصًا شعبيّ الأوغوني والإيجاو. تواصلت الاضطرابات الإثنية والسياسية طوال عقد التسعينيات بالرغم من استقرار الحياة الديمقراطية في البلاد وانتخاب حكومة الرئيس أولوسيجون أوباسانجو في العام 1999. أدى الصراع على الثروة النفطية إلى تأجيج العنف بين مختلف المجموعات الإثنية، مما تسبب في عسكرة المنطقة بأكملها تقريبًا، ويتجلّى ذلك في انتشار مجموعات الميليشيات الإثنية المسلحة، وقوات الجيش والشرطة النيجيرية، لا سيما الشرطة النيجيرية المتنقلة. فاقم العنف في أزمة إمداد الطاقة الراهنة في نيجيريا بسبب تخلي الاستثمار الأجنبي عن محطات توليد الطاقة الجديدة في المنطقة.
ابتداءً منذ العام 2004، عصفَ العنف بصناعة النفط عبر ممارسات القرصنة وعمليات الخطف. وفي العام 2009، ثبتت نجاعة عفوٍ رئاسي رافقته برامج دعم وتدريب للمقاتلين السابقين. يُذكر أنه حتى العام 2011، خشي ضحايا الجرائم من رفع قضايا تطالب بالعدالة بسبب الجرائم المرتكبة ضدهم نظرًا لعدم مقاضاة المتسبّين بانتهاكات حقوق الإنسان.

## خلفية
بحلول الثمانينيات من القرن الماضي، وبعد أربعة عقودٍ من إنتاج النفط فيها، أصبح اقتصاد نيجيريا يعتمد بشكل شبه كامل على استخراج النفط، والذي كان يُسهم آنذاك بنسبة 25% من ناتج المحلي الإجمالي في البلاد. ومنذ ذلك الحين، ارتفعت تلك النسبة حتى بلغت 60% بحلول العام 2008. وعلى الرغم من الثروة الهائلة بسبب إنتاج البترول، فلا تصل عوائده على غالبية المواطنين بالمستوى المطلوب، وقد اضطروا منذ عقد الستينيات إلى التخلي عن أعمالهم الزراعية التقليدية شيئًا فشيئًا. كما تدهور الإنتاج السنوي للمحاصيل الغذائية والمحاصيل ذات العائد النقدي في العقود الأخيرة من القرن العشرين. فمثلًا انخفض إنتاج الكاكاو بنسبة 43%؛ وذلك بعد أن احتلت نيجيريا المرتبة الأولى عالميًا في تصدير الكاكاو في العام 1960. وانخفض إنتاج كلّ مِن المطاط بنسبة 29%، والقطن بنسبة 65%، والفول السوداني بنسبة 64%. وبرغم توظيف شركات النفط للعديد من النيجيريين المحترفين برواتب مُجزية، فإن غالبية النيجيريين وخاصة سكان ولايات دلتا النيجر وأقصى الشمال ازدادوا فقرًا منذ الستينيات من القرن الماضي.
يسجّل تعداد سكان منطقة الدلتا نموًا متزايدًا بلغ في العام 2005 أكثر من 30 مليون نسمة، ويمثل أكثر من 23% من مُجمل سكان نيجيريا. تعتبر الكثافة السكانية في منطقة الدلتا من بين أعلى المعدلات على مستوى العالم، إذ تبلغ 265 فردًا لكل كيلومتر مربع واحد، وفقًا لإحصائيات لجنة تنمية دلتا النيجر. يتزايد عدد السكان هذا بمعدل سريع يبلغ نسبة 3% سنويًا، وفي غضون ذلك، تتمدد عاصمة إنتاج النفط بورت هاركورت وغيرها من المدن الكبيرة بوتيرة متسارعة. إنما يتزايد الفقر وموجة التحضر في نيجيريا، ويُعتبر الفساد الحكومي فيها ممارسةً راسخة لا مفرّ منها. والنتيجة الحاصلة هي سيناريو لا يُحقق فيه التحضر النموَّ الاقتصادي المرافقَ لتوفير الوظائف.

### أوغونيلاند
أوغونيلاند هي عبارة عن منطقة ذات مساحة تمتد لـ1050 كيلومترًا مربعًا (أي، 404 ميلًا مربعًا) في جنوبي شرق حوض دلتا النيجر. اكُتشف البترول المجدي اقتصاديًا في أوغونيلاند في العام 1957، وذلك بعد عام واحد من اكتشاف أول راسب بترولي تجاري في نيجيريا. أقامت شركتا رويال داتش شل وشركة شيفرون فروعًا لها في المنطقة طوال العقدين التاليين. يُقرّ شعب أوغوني، وهم أقلية إثنية تضمّ نصف مليون شخص تقريبًا يعتبرون أوغونيلاند موطنهم الأصلي، إضافة إلى مجموعات إثنية أخرى مقيمة في المنطقة، يقرّون أنه خلال ذلك الوقت أخذت الحكومة في إجبارهم على التخلي عن أراضيهم لصالح شركات النفط دون التشاور معهم، ومقابل دفع تعويضات شحيحة.
منح التعديل الدستوري لعام 1979 الحكومة الفيدرالية كامل الملكية وحقوق جميع الأراضي النيجيرية، وأعلن كذلك أن التعويض مقابل الاستيلاء العام على الأراضي المصادرة «سيُحسب وفقًا لقيمة المحاصيل في الأرض في وقت وضع يد الحكومة عليها، ولن يكون على أساس قيمة الأرض نفسها». ذكرت منظمة هيومن رايتس ووتش أن ذلك التعديل مكّن الحكومة النيجيرية من توزيع الأراضي على شركات النفط بالشكل الذي تعتبره مناسبًا.
شهد عقدا السبعينيات والثمانينيات من القرن العشرين وعودًا من الحكومة النيجيرية لشعوب دلتا النيجر بمنافع اقتصادية، لم تتحقق أبدًا، وترافق ذلك مع تزايد سخط شعب أوغوني إثر تردّي أوضاعهم البيئية، والاجتماعية، والاقتصادية بسرعة. في العام 1992، تأسست حركة العمل للحفاظ على شعب أوغوني، بزعامة الكاتب المسرحي والمؤلف كين سارو-ويوا، واضطلعت بدور المنظمة الرئيسية التي تمثل شعب أوغوني في سعيهم للحصول على حقوقهم الإثنية والبيئية. جعلت المنظمة من الحكومة النيجيرية وشركة رويال داتش شل أهدافها الأساسيين، وخصومها في بعض الأحيان.
مع حلول ديسمبر 1992، تفاقم النزاع بين شعب أوغوني وشركات النفط ليبلغ مستويات من الخطورة والحدّة لدى كِلا الطرفين، اللذين بدأا باللجوء إلى أعمال العنف، فأصدرت حركة العمل للحفاظ على شعب أوغوني إنذارًا نهائيًا لشركات النفط (شل، وشيفرون، وهيئة البترول الوطنية النيجيرية) تطالبهم بمبلغ يقارب 10 مليارات دولار مقابل تراكم العائدات، والأضرار التي سببوها، والتعويضات و«بالوقف الفوري للتدهور البيئي»، وبعقد مفاوضات للاتفاق المشترك بشأن جميع أعمال الحفر المستقبلية.
هدد شعب أوغوني باتخاذ إجراءات جماهيرية تهدف إلى تعطيل عمليات شركات النفط إذا فشلت الأخيرة في الامتثال لمطالب حركة العمل للحفاظ على شعب أوغوني، وهكذا فقد صرفوا اهتمامهم وممارساتهم عن الحكومة الفيدرالية غير المتجاوبة إلى شركات النفط العاملة في المنطقة. كان التبرير المنطقي لتحميل الشركات تلك المسؤولية متعلقًا بالامتيازات التي جنتها شركات النفط بفضل استخراج الثروات الطبيعية من موطن شعب أوغوني، وإخفاق الحكومة المركزية في اتخاذ الإجراءات اللازمة.
ردت الحكومة بحظر التجمعات العامة وإعلانها أن تعطيل أعمال إنتاج النفط مرادف لأفعال الخيانة. انخفض معدّل استخراج النفط من المنطقة إلى نسبة بلغت مجرّد 10000 برميل يوميًا (أي، 1600 متر مكعب/يوميًا)، وهو ما يعادل .5% من مُجمل الإنتاج الوطني.
شهد مايو 1994 تصاعُد القمع العسكري. وفي 21 مايو، انتشر جنود ورجال شرطة متنقلون في معظم قرى أوغونيلاند. وفي ذلك اليوم، تعرّض أربعة من زعماء شعب أوغوني للقتل بطرق وحشية، (وقد كان جميعهم يتبنّون موقفًا محافظًا خلال خلافٍ داخلي بخصوص الاستراتيجية العامة عصف بحركة العمل للحفاظ على شعب أوغوني). كما مُنع سارو-ويوا، رئيس الجناح المعارض، من دخول أوغونيلاند في يوم الجريمة، ورغم ذلك اعتُقل لصلته بعمليات القتل. زعمت القوات المحتلة، بقيادة الرائد بول أوكونتيمو التابع للأمن الداخلي لولاية ريفرز، زعمت بأنها «تبحث عن المتهمين الرئيسيين في جريمة قتل أربعة من الأوغوني». ومع هذا، يُفيد الشهود أن قوات الأمن ارتكبت عمليات إرهابية ضد عامة سكان أوغوني. ووصفت منظمة العفو الدولية السياسة المتّبعة بأنها إرهاب مقصود. بحلول منتصف يونيو، كانت قوات الأمن قد دمرت 30 قرية، واعتقلت 600 شخص، وقتلت 40 شخصًا على أقل تقدير. إنما ارتفع هذا الرقم فيما بعد ليبلغ 2000 قتيل مدني، ونزوح ما يقارب 100000 لاجئ داخليًا.
في مايو 1994، أُلقي القبض على تسعة نشطاء من حركة العمل للحفاظ على شعب أوغوني، والذين عُرفوا فيما بعد باسم «الأوغوني التسعة»، وكان كين سارو-ويوا من بينهم؛ ووُجّهت إليهم تُهم التحريض على القتل بعد مقتل أربعة من زعماء شعب أوغوني. أنكر سارو-ويوا ورفاقه التهم الموجهة إليهم، ومع ذلك سُجنوا لأكثر من عام قبل إدانتهم والحكم عليهم بالإعدام في محكمة شُكّلت خصيصًا لمحاكمتهم، اختار أفرادها الجنرال ساني أباتشا بنفسه، في 10 نوفمبر 1995. حُرِم النشطاء المذكورون من حقّ الإجراء العادل، وعقِب تثبيت إدانتهم، أعدمتهم الدولة النيجيرية شنقًا.
سرعان ما لقيت عمليات الإعدام ردود أفعال دولية مستنكِرة. إذ انتقدت منظمات حقوق الإنسان وحكومات الدول الأخرى تلك المحاكمة، وأدانت سجلّ الحكومة النيجيرية الطويل في سجن معارضيها، لا سيما النشطاء المنادين بالديمقراطية وغيرهم من الناشطين السياسيين. وردًا على تنفيذ أحكام الإعدام، علّقت رابطة الشعوب البريطانية عضوية نيجيريا، بعد عدم استجابتها لمطالب الرابطة بالعفو عن المتهمين. فرضت الولايات المتحدة، والمملكة المتحدة، والاتحاد الأوروبي عقوبات دولية على نيجيريا –ولكنها لم تشمل النفط، وهو أهم صادرات نيجيريا.
زعمت شركة رويال داتش شل أنها طلبت من الحكومة النيجيرية العفو عن المتهمين الذين ثبتت إدانتهم، ولكن الحكومة ردّت طلبها بالرفض. بالرغم من هذا، فقد وجد تقرير صادر عن منظمة السلام الأخضر في 2001 أن «شاهدين من الذين اتهموا سارو-ويوا والناشطين الآخرين اعترفا لاحقًا بأن شركة شل والجيش النيجيري اشتروا ذمّتهما مقابل وعود مالية وفرص توظيف في شركة شل. كما اعترفت شركة شل بأنها دفعت أموالًا للجيش النيجيري، الذي قمع بكل وحشية الأصوات التي طالبت بتحقيق بالعدالة».
بحلول العام 2006، هدأت الأوضاع في أوغونيلاند بصورة كبيرة، وذلك بفضل الانتقال إلى العهد الديمقراطي في عام 1999. ولكن لم يؤدِّ ذلك إلى بذْل الحكومة أو أي هيئة دولية محاولات لتحقيق العدالة عبر ملاحقة أو التحقيق مع المتورطين في أعمال العنف، وتدمير الممتلكات الذي وقع في أوغونيلاند، على الرغم من أن أشخاصًا  رفعوا دعوى جماعية ضد شركة شل في الولايات المتحدة.

### تمرد الإيجاو
في ديسمبر 1998 تمخّض مؤتمر جميع شباب الإيجاو للسيطرة على الموارد البترولية عن تشكيل مجلس شباب إيجاو وإعلان كاياما. واشتمل الإعلان على التعبير عن مظالم شعب الإيجاو القائمة منذ وقت طويل بشأن فقدان السيطرة على موطنهم وحياتهم لصالح شركات النفط، ودعا الإعلان إلى الالتزام بالعمل المباشر. كما طالب الإيجاو في ذلك الإعلان، وفي رسالة مفتوحة وجهوها إلى الشركات النفطية، بوقف عمليات الشركات وضرورة انسحابها من منطقة شعب إيجاو. تعهد مجلس شباب إيجاو بالسير في طريق «الكفاح السلمي من أجل الحرية، وتقرير المصير، والعدالة البيئية»، وابتداءً من ديسمبر 1998، نظّموا حملة للاحتفال، وإقامة الصلوات، والانخراط في الحراك المباشر الذي حمل اسم، عملية التغيير المناخي.
في ديسمبر 1998، احتلت سفينتان حربيتان وما يقارب 10000 إلى 15000 جندي نيجيري بايلسا وولايات دلتا النيجر عندما حشد مؤتمر شباب إيجاو أنصاره ضمن حراك عملية التغيير المناخي. دخل الجنود إلى بايلسا، عاصمة ولاية يناغوا، وأعلنوا أن سبب قدومهم هو محاولة مؤتمر الشباب تعطيل أعمال شركات النفط.